# Audioiko
Javier Torrasca (Asunción, Paraguay, 1 de febrero de 1995), más conocido como Audioiko  (juego de palabras en castellano y guaraní, que se traduce como "buen sonido"), es un DJ, productor y compositor paraguayo especializado en música electrónica. 

## Biografía

### 1995 a 2015: Infancia y comienzos
Audioiko nació el 1 de febrero de 1995 en Asunción. Primero fue atraído por la música electrónica en su adolescencia y grababa maquetas. Su primer éxito fue a los 20 años: las canciones "Good Night" en colaboración con el cantante paraguayo Miguel Ferreira llegó al primer lugar en las principales emisoras de radio de Paraguay (Estación 40, Los 40 (Paraguay),Radio Disney (Paraguay), entre otras). Luego de ese éxito radial lanzó consecutivamente varias canciones, entre ellos un remix de la canción "Pensé que te olvide" de Lalo Monte titulada "Maybe". Luego, el sencillo "I feel Good" (interpretado y coproducido por Ricky Peralta y Jorge Castro), esas canciones también llegaron al top 10 en las emisoras de radio más populares del país durante 6 semanas consecutivas con buen desempeño global en las listas de popularidad de Paraguay

### 2016:Miller Soundclash y Summer Nights
En 2016 fue finalista mundial de la competencia "Miller Soundclash" llevada a cabo en Las Vegas - Nevada y posteriormente lanza su sencillo "Summer Nights" en colaboración con la cantante paraguaya "Dizzy Keeper", fue el tema elegido para la campaña publicitaria de la marca Miller Genuine Draft titulada "Endless Summer". Este tema promocional fue masterizado y mezclado por el renombrado ingeniero de sonido y productor Luca Pretolesi.

### 2018:Nuevos sencillos y el remix de la canción "Disfruto"
En 2018, lanzó varias colaboraciones con artistas extranjeros, como "If You Feel Like" grabado con el artista haitiano Ralph Edison y otros sencillos sin mucho éxito comercial como "Somebody Like U" y "Taken Over".
En septiembre de 2018 lanza el Remix No Oficial de la canción “Disfruto” de la cantautora Mexicana Carla Morrison. Este tuvo un impacto viral muy importante en países de Latinoamérica, llegando a estar en los charts más importantes de Spotify, Shazam, y estaciones de radio en Argentina, Bolivia, Chile, Colombia, Ecuador, Panamá, Perú y por supuesto Paraguay.

### 2019: "Disfruto Remix se hace oficial"
El 14 de octubre de 2019 Audioiko, Carla Morrison y Prime Time Records firman un acuerdo para lanzar el remix official del  hit latino “Disfruto” para la región de Russia/CIS llegando a ser número 1 en los charts digitales más importantes de Rusia, Armenia, Azerbaiyán, Kazajistán, Moldavia,  Tayikistán, Ucrania, Uzbekistán.

### 2020: "El impacto global de Audioiko"
Finalmente en abril de 2020, Carla concede a Audioiko y Effective Records los derechos del remix oficial de “Disfruto” a nivel global en Sociedad con B1 Recordings (Sony Music).
El Remix Oficial de Disfruto cuenta con más de 150 millones de streams con posiciones importantes en charts de EE. UU., España, Francia, Canadá, México, Rusia, Kazajistán, Romania y otros entrando así al TOP 50  MUNDIAL de Spotify, Shazam y Apple Music. Además es track oficial del programa de top rating español “La isla de las tentaciones” emitido por Telecinco y el Top 100 Shazam 2020 by Apple Music
Disfruto Remix se posiciona en los mejores playlists de editoriales de Spotify, Apple Music y de artistas muy reconocidos: Diplo & Friends, Today’s Hits, Mint Latin, Future Hits, Viral Latino y muchos otros

### 2021: "Audioiko estrena su programa de radio: Radioiko"
Audioiko trabajo su propio radioshow llamado “RADIOIKO” en una de las estaciones de radio/TV más afamadas del Paraguay  “Estación 40” esponsorizado por la marca “Bud66” (Budweiser) todos los sábados por un periodo de 3 meses.
En octubre de 2021, se convierte en el artista número 1 de todos los tiempos en su país como “El artista con más streams del Paraguay” a nivel internacional.

## Discografía

### Sencillos
Como el artista principal
| Año  | Título                                  | Top Posiciones en lista | Top Posiciones en lista | Top Posiciones en lista | Top Posiciones en lista | Álbum    |
| Año  | Título                                  | GER                     | BO                      | PY                      | PY                      | Álbum    |
| Año  | Título                                  | iTunes                  | iTunes                  | iTunes                  | Shazam                  | Álbum    |
| ---- | --------------------------------------- | ----------------------- | ----------------------- | ----------------------- | ----------------------- | -------- |
| 2014 | „Maybe”                                 | –                       | –                       | 3                       | 3                       |          |
| 2014 | „Good Night”                            | –                       | –                       | 1                       | 1                       |          |
| 2014 | „I Feel Good”                           | –                       | –                       | 1                       | 1                       |          |
| 2014 | „Remote”                                | –                       | –                       | 4                       | 6                       |          |
| 2015 | „Your Future”                           | –                       | –                       | 5                       | 9                       |          |
| 2015 | „Break Your Head”                       | –                       | –                       | –                       | –                       |          |
| 2016 | „Summer Nights”                         | –                       | –                       | 1                       | 1                       |          |
| 2018 | „If You Feel Like” (feat: Ralph Edison) | –                       | –                       | –                       | –                       |          |
| 2018 | „Somebody Like U”                       | –                       | –                       | –                       | –                       |          |
| 2018 | „Me and You”                            | –                       | –                       | 10                      | 20                      |          |
| 2019 | „Taken Over”                            | –                       | –                       | 4                       | 5                       |          |
| 2019 | „Always”                                | –                       | –                       | –                       | –                       |          |
| 2020 | „Get You the Moon” (Feat: Abrina)       | –                       | –                       | –                       | –                       |          |
| 2020 | „On Your Mind”                          | –                       | –                       | –                       | –                       | Far Away |
| 2020 |                                         |                         |                         |                         |                         |          |